# صامويل هنتنجتون
صامويل فيليبس هنتنجتون (18 أبريل 1927 - 24 ديسمبر 2008) (بالإنجليزية:Samuel Phillips Huntington) هو عالم وسياسي أميركي، وبروفسور في جامعة هارفارد لـ 58 عاماً، ومفكر محافظ. عمل في عدة مجالات فرعية منبثقة من العلوم السياسية والأعمال، تصفه جامعة هارفارد بمعلم جيل من العلماء في مجالات متباينة على نطاق واسع، وأحد أكثر علماء السياسة تأثيراً في النصف الثاني من القرن العشرين.
أكثر ما عُرف به على الصعيد العالمي كانت أطروحته بعنوان صراع الحضارات، والتي جادل فيها بأن صراعات ما بعد الحرب الباردة لن تكون متمحورة حول خلاف آيديولوجيات بين الدول القومية بل بسبب الاختلاف الثقافي والديني بين الحضارات الكبرى في العالم، وهو جدال تمسك به حتى وفاته.
كتاب هنتنغتون الأول لا يزال مقياساً لدراسة كيفية تقاطع الشؤون العسكرية مع المجال السياسي. كما عُرف عنه تحليله للتنمية السياسية والاقتصادية في العالم الثالث. آخر كتبه صدر في العام 2004 وكان تحليلاً للهوية القومية الأميركية وحدد ما اعتبرها مخاطر تهدد الثقافة والقيم التي قامت عليها الولايات المتحدة.
بالإضافة لعمله في جامعة هارفارد، كان هننجتون مخططاً أمنياً في إدارة الرئيس جيمي كارتر، وشارك في تأسيس مجلة فورين بوليسي، وترأس عدة مراكز دراسات بحثية. كان ديمقراطياً وعمل مستشاراً لنائب الرئيس ليندون جونسون، هوبرت همفري. توفي في 24 ديسمبر 2008 عن عمر ناهز الـ 81 عاماً.

## خلفية
ولد صاموئيل فيليبس هاننغتون في 18 أبريل 1927 في مدينة نيويورك لكل من دوروثي سانبورن وريتشارد توماس هاننغتون. تخرج بامتياز من جامعة ييل في سن الـ 18، وخدم في الجيش الأمريكي، حصل على درجة الماجستير من جامعة شيكاغو، وعلى الدكتوراه من جامعة هارفارد حيث بدأ التدريس فيها ولم يتجاوز عمره الـ 23. وكان عضواً في قسم هارفارد للحكومة من عام 1950 حتى حرم من امتياز الحيازة في عام 1959. عمل كأستاذ مشاركاً في الحكومة بجامعة كولومبيا حيث كان نائب مدير معهد دراسات الحرب والسلام. دعي هنتنغتون للعودة إلى هارفارد مع الحيازة في عام 1963 وبقي هناك حتى وفاته. انتخب زميلاً للأكاديمية الأمريكية للفنون والعلوم في عام 1965. شارك هنتنغتون في تأسيس مجلة فورين بوليسي واستمر بتحريرها حتى العام 1977.
أول كتاب كبير له كان الجندي والدولة: نظرية وسياسة العلاقات المدنية العسكرية الصادر عام 1957، أثار الكتاب جدلاً عند نشره، ولكنه اليوم يعتبر أحد أكثر الكتب تأثيراً عن العلاقات المدنية العسكرية الأمريكية. برز أكثر عقب تأليف كتابه النظام السياسي في مجتمعات متغيرة الصادر عام 1968، وهو العمل الذي تحدى النظرة التقليدية لمنظري التحديث، بأن التقدم الاقتصادي والاجتماعي من شأنه أن ينتج الديمقراطيات المستقرة في البلدان التي تخلصت من الاستعمار في الآونة الأخيرة. عمل مستشاراً لوزارة الخارجية الأمريكية، وفي 1968 كتب مادة مؤثرة في مجلة فورين آفيرز، حيث دعا إلى تركيز سكان الريف في جنوب فيتنام كوسيلة لعزل الفيت كونغ. كان أيضاً مؤلف مشارك في أزمة الديمقراطية: حول الحكم الجيد للديمقراطيات، وهو تقرير مقدم إلى اللجنة الثلاثية في عام 1976. وخلال أعوام 1977 و1978 في إدارة جيمي كارتر، كان منسق البيت الأبيض للتخطيط الأمني في مجلس الأمن القومي. توفي في 24 ديسمبر 2008 في مارثاز فينيارد بماساتشوستس عن عمر ناهز الـ 81 عاماً.

## من أعماله

### الجندي والدولة
صدر كتاب «الجندي والدولة: نظرية وسياسة العلاقات المدنية - العسكرية» عام 1957، وتشكلت نظرة هنتغتون للعلاقات المدنية العسكرية بظروف تلك الفترة. حيث كانت تواجه الولايات المتحدة تهديدات داخلية وخارجية منها الحرب الكورية، والتوسع والتنافس السوفييتي والصيني وبشكل أكثر تحديداً، توتر العلاقات بين الرئيس هاري ترومان والجنرال دوغلاس ماكارثر. سياسة احتواء التوسع السوفييتي تطلب من الولايات المتحدة الاحتفاظ بقوات عسكرية كبيرة لأول مرة في تاريخها خلال أوقات السلم، وكل إعادة تنظيم للجيش بعد الحرب العالمية الثانية وضع شروطاً لعمليات إعادة التنظيم المستقبلية. بالإضافة إلى ذلك، تصاعد الشقاق السياسي المصاحب لمزاعم جوزيف مكارثي عن وجود خيانات وتآمر مع السوفييت في الداخل الأميركي أثار اهتمام هنتغتون بالاستقرار السياسي. حلل هنتغتون نقاط قوة وضعف المؤسسات الأميركية الليبرالية وجادل بأن التصدي الفعال لظاهرة المكارثية كان من الجيش ومجلس الشيوخ، وليس من الليبراليين. يقول هنتغتون بأن دراسة العلاقات المدنية - العسكرية أصبحت مجموعة مرتبكة من الافتراضات والمعتقدات المستمدة من المقدمات المنطقية لليبرالية الأميركية، هذه المجموعة غير منهجية وفقاً لهنتغتون لأنها تفشل في استيعاب الكثير من الحقائق المهمة، ولأنها تستند على منظومة قيم عفى عليها الزمن.
المؤسسات العسكرية تتشكل من صيغتان: صيغة وظيفية أو عملية نابعة من تهديدات على أمن المجتمع، وصيغة مجتمعية ناشئة من القوى الاجتماعية، آيديولوجيات، والمؤسسات المهيمنة في المجتمع. المؤسسات العسكرية التي تعكس القيم المجتمعية فحسب، قد لا تكون قادرة على أداء مهامها العملية بشكل فعّال. في ذات الوقت، قد يكون من المستحيل على أي مجتمع احتواء مؤسسة عسكرية تشكلت بصيغة عملية أو وظيفية بحتة. موازنة هذه العلاقة لم تكتسب أهمية إلا في فترة متأخرة من التاريخ الأميركي، فقد كان الأمن في الولايات المتحدة نتيجة للطبيعة والظروف، شيء متوارث أكثر من كونه مصنوعاً. كانت السياسة العسكرية مقصورة على ميزانية الجيش وعدد السفن والبارجات التي تحتاجها البحرية ولم يكن هناك اهتمام بالعلاقات المدنية العسكرية إلا في إطار محدود وهو تأثير المؤسسة العسكرية على القيم والمؤسسات الاقتصادية والسياسية. بالنسبة لهنتغتون، كان السؤال في السابق يتمحور حول أي أنماط العلاقات المدنية - العسكرية متوافق مع القيم الديمقراطية الليبرالية الأميركية، تغير السؤال حالياً (حقبة الحرب الباردة) إلى أي أنماط العلاقات المدنية - العسكرية سيحافظ على أمن وإستقرار الأمة الأميركية.
العلاقات المدنية العسكرية هي أحد جوانب سياسة الأمن القومي. تهدف سياسة الأمن القومي إلى تعزيز حماية مؤسسات الدولة الاجتماعية، الاقتصادية، والسياسية من التهديدات المتولدة من دول أخرى. للسياسة الأمنية القومية ثلاثة أشكال ومستويين، السياسة الأمنية العسكرية وهي برنامج من الأنشطة مصمم للتقليل أو القضاء على الجهود الرامية لاضعاف أو تدمير الأمة من قبل قوى مسلحة تعمل خارج حدودها المؤسسية والإقليمية. وسياسة أمنية داخلية معنية بالتعامل مع التهديدات التآمرية لاضعاف أو تدمير الأمة من قبل قوى مسلحة تعمل داخل حدودها المؤسسية والإقليمية. والشكل الثالث هي السياسة الأمنية المرحلية ومهمتها التعامل مع تهديد التآكل الناتج عن تغيرات طويلة المدى في بنية الأمة الاجتماعية، الاقتصادية، السياسية، والديموغرافية التي قد تميل إلى الحد من سلطة الدولة النسبية. جميع هذه الأنماط الثلاثة لديها مستويين، مؤسسي وعملي. تتألف السياسة العملية من الاجراءات المباشرة للتعامل مع التهديد الأمني، والسياسة المؤسسية معنية بالطريقة التي تتم بها صياغة وتنفيذ هذه الاجراءات. القضايا العملية المباشرة للسياسة العسكرية تتضمن عادة:
- القضايا الكمية المتعلقة بحجم، تجنيد، وتمويل القوات المسلحة، بما في ذلك السؤال الأساسي عن الحصة المخصصة من موارد الدولة لاحتياجات الجيش.
- القضايا الكيفية المتعلقة بتنظيم، بنية، معدات، وتوزيع القوات المسلحة بما في ذلك نوعية التسليح والأسلحة، مواقع القواعد، الترتيبات مع الحلفاء.
- القضايا الديناميكية المتعلقة باستخدام القوات المسلحة، متى وتحت أي ظرف يتم اللجوء إلى القوة العسكرية.

يقول هنتغتون بأن النقاش العام يركز على هذه القضايا، ولكن القرارات المتخذة بشأنها تتحدد عبر الأنماط المؤسسية. هدف هذه السياسة على المستوى المؤسسي هو تطوير نظام من العلاقات المدنية العسكرية يعاظم قدرات الأمن العسكري بأقل الخسائر الممكنة على القيم الاجتماعية. تحقيق هذه الغاية يتطلب توازناً معقداً من السلطات والسلوكيات بين الجماعات العسكرية والمدنية. الأمم التي تستطيع تطوير نمط متوازن من العلاقات المدنية العسكرية تزيد من احتمالية حصولها على الإجابات المناسبة للقضايا العملية في السياسة العسكرية. الأمم التي تفشل في هذا الجانب، تبدد مواردها وتقع في مخاطر غير محسوبة. هذه هي الأطروحة الأساسية للكتاب، إضفاء طابع مهني على فيالق الضباط هو المكون الأساسي لحل آمن يضمن تحكماً مدنياً فعالاً على القوات المسلحة، دون الاخلال بكفاءة منظومة الدفاع القومي. إضفاء طابع مهني يعني أن ضباط الجيش يجب أن يعكسوا نفس الخصائص من الخبرة والمسؤولية التي يبديها موظفو الشركات. بالنسبة للخبرات، يلخصها هنتغتون بـ«قدرة الجندي على إدارة العنف» وليس مجرد تطبيقه. المسؤولية الخاصة لضابط الجيش هي استخدام هذه الخبرة لصالح الدولة. في نفس الوقت، شهادة الخبرة هذه تأتي من فيالق الضباط نفسها باعتبارها الجهة البيروقراطية الأوضح.
حل هنتنغتون لربط السيطرة المدنية بالدفاع القومي يتضمن تمييز نوعين من الرقابة المدنية:
- سيطرة مدنية موضوعية: تعتمد بشكل رئيسي على أخلاقيات عسكرية مستقلة، محايدة سياسياً، وكفؤة مهنياً. تُستمد السيطرة المدنية من تحويل الجيش إلى أداة بيد الدولة. وظيفة الجيش في هذه الحالة هي تطوير السبل والوسائل لتحقيق الغايات والأهداف التي تحددها قيادة سياسية من المدنيين.
- سيطرة مدنية ذاتية: وهذه تأتي عبر تمدين الجيش باعطائه دوراً مستقلاً في تحديد الأولويات القومية. في هذه الحالة، الجيش هو واحد من بين مجموعات متنافسة على النفوذ وصياغة الأولويات القومية وهو ما عارضه هنتغتون من حيث المبدأ.

حجة هنتنغتون تعتمد على السلطة التصحيحية لفلسفة اجتماعية سليمة بدلاً من التركيز على الترتيبات والعمليات المؤسسية الخاصة. تعريفه للسيطرة الموضوعية والذاتية هي انطباعاته حول الفلسفة الاجتماعية المحافظة والليبرالية.
القيم الليبرالية تشدد على فردية الإنسان ومنطقه وكرامته الأخلاقية وترفض القيود السياسية والاقتصادية والاجتماعية على حريته. هذه القيم مترسخة في الوجدان الأميركي ولكن تطبيقها على كل الحالات قد يكون له تداعيات كارثية. فأصل مشكلة العسكرية الأميركية في الخمسينات هو أن هذه القيم الليبرالية ولدت الرقابة المدنية الذاتية للجيش. هنتغتون، مفكر محافظ، يتبنى محافظة إدموند بيرك التي «لا تحاول تطبيق نفس الأفكار على جميع المشاكل والمؤسسات البشرية وتسمح بمجموعة متنوعة من الأهداف والقيم، تعترف بدور السلطة في العلاقات الإنسانية وتتقبل المؤسسات القائمة وتفضل معالجة أهداف اجتماعية بشكل محدود». يقول بأن المحافظة عكس الماركسية، لا تمتلك نمطاً آيديولوجياً لتفرضه على المؤسسات العسكرية. ويقترح هنتغتون المحافظة الظرفية أو المرحلية لضمان الأمن القومي واحترافية الجيش.

### النظام السياسي في مجتمعات متغيرة
في عام 1968، وصلت حرب الولايات المتحدة على فيتنام ذروتها، نشر هنتنغتون كتاب النظام السياسي في مجتمعات متغيرة، انتقد فيه نظرية التحديث التي كانت وراء الكثير من السياسات الأميركية في العالم النامي خلال العقد السابق. يقول هنتنغتون أنه كلما تطورت المجتمعات كلما أصبحت أكثر تعقيداً، وإذا لم تترادف عملية التحديث الاجتماعي الذي ينتج هذا الاضطراب مع عملية تحديث سياسية ومؤسسي، وهي العملية التي تنتج مؤسسات سياسية قادرة على إدارة التحديث، فإن النتيجة تكون ازدهار العنف. يقول بأن التمييز السياسي الأكثر أهمية بين الدول لا يتعلق بشكل الحكومة ولكن بدرجتها، فالفروق بين الديمقراطية والدكتاتورية هي أقل من الاختلافات بين البلدان التي تجسد الآراء، المجتمع، والشرعية، والتنظيم، فعالية السياسة، والاستقرار، والبلدان التي تعاني من عجز السياسة وتفتقر الصفات المذكورة آنفاً. فكل الدول سواء الشمولية الشيوعية أو الديمقراطية الليبرالية تنتمي لهذه الفئة، فئة الدول الفعالة. حجم الانتظام والسلطة لا طبيعة النظام الآيديولوجية، هي أكثر ما يهم.
يجادل هنتغتونون عام 1968 بأن هناك لا مبالاة أميركية بالتنمية السياسية عند تحليل مشاكل العالم الثالث، فالأميركيون لم يمروا بتجارب دفعتهم للبحث عن نظام سياسي، فهم وجدوا سواسية فلم يبحثوا عن المساواة، وقطفوا ثمار ثورة ديمقراطية دون أن يعاني أحد منهم. فالولايات المتحدة ولدت بحكومة ومؤسسات مستوردة من إنجلترا وبالتالي لم يكن هناك قلق أميركي حول إنشاء الحكومة. لذلك، عندما يفكر الأميركيون في مسألة بناء الدولة، لا يلقون بالا لإنشاء وتراكم السلطة بقدر الحد منها وتقسيمها، وعندما يُسألون عن تصميم الحكومة يجيبون تلقائياً بدستور مكتوب، وثيقة حقوق، والفصل بين السلطات، فيدرالية، انتخابات منتظمة، وأحزاب تنافسية، وهي جميعها أجهزة ممتازة للحد من الحكومة ويوافق المنطق الأميركي الكلاسيكي المعادي للحكومة الكبيرة.
يضيف بأنه في كثير من المجتمعات المتغيرة، صيغة الحكم هذه غير مرتبطة. فالمشكلة ليست في إجراء الانتخابات ولكن في خلق المؤسسات.
في كثير من الحالات، إن لم يكن معظمها، فإن الانتخابات في البلدان المتغيرة تؤدي إلى تعزيز قوة مدمرة ورجعية تهدم هياكل السلطة العامة. فأسباب الاضطراب والعنف في الدول النامية لا علاقة له بطبيعة النظام الحاكم، بقدر ماهو في جزء كبير منه منتج التغير الاجتماعي السريع وظهور مجموعات سياسية جديدة، يصاحب ذلك بطء تطور المؤسسات السياسية بالتزامن مع المتغيرات الاجتماعية.

### من نحن؟
ألف هنتغتون آخر كتبه من نحن؟ تحديات الهوية القومية الأميركية عام 2004، فند فيه فرضية أن الولايات المتحدة «بلد من المهاجرين» مجادلاً بأن مؤسسي الولايات المتحدة لم يكونوا «مهاجرين» بل مستوطنين، لإن الإنجليز قدموا إلى أميركا بهدف تأسيس مجتمع جديد لا محاولة الاندماج في مجتمع قائم. الآخرين الذين قدموا للعيش في المستوطنات التي أسسها هولاء الأوائل كانوا مهاجرين بالفعل ولكن الولايات المتحدة ليست «بلدا من المهاجرين». ويضيف متسائلاً، ما لو كان الفرنسيون أو الإسبان أو البرتغاليون الكاثوليك أول من أستوطن ما أصبح يعرف بالولايات المتحدة كانت ستكون دولة مثل البرازيل أو المكسيك أو كمقاطعة كيوبيك في كندا، ولكنها أستوطنت من قبل البروتستانت الإنجليز، وهو السبب الذي يجعل الولايات المتحدة ماهي عليه اليوم وليست البرازيل أو المكسيك.
يشير هنتغتون إلى العقيدة الأميركية ويحددها بأنها جوهر الهوية الأميركية، وحدد مبادئها بأنها تجسيد لقيم الحرية، المساواة، الفردية، الحكومة التمثيلية، والملكية الخاصة. من بين كافة الدول الأوروبية والمستعمرات، كانت الولايات المتحدة الوحيدة التي طورت هذه العقيدة القائمة على أساس الإصلاح البروتستانتي وهو ما يعني أن الولايات المتحدة كانت مستعمرة إنجليزية، لإن المؤسسات السياسية والقانونية للمستوطنين والتي أُنْشِئَت في القرنين السابع والثامن عشر، اقتبست كثيراً من مؤسسات وممارسات أواخر القرن السادس والسابع عشر في إنجلترا. يشدد هنتغتون على الأثر البروتستانتي على الهوية الأميركية، ويضيف بأن تركيز البروتستانت على ضمير الفرد ومسؤولية الأفراد لمعرفة حقيقة الرب مباشرة من الإنجيل، هو ماعزز قيم الفردية والمساواة والحق في إختيار الدين وحرية الرأي في الولايات المتحدة، وولدت العداء الأميركي للتسلسلات الهرمية وعززت الاعتقاد أن هذه ممارسات ديمقراطية ينبغي أن تمارس على مستوى الحكومات.
جادل هنتغتون بأن العقيدة الأميركية تتعرض للتهديد منذ ستينيات القرن العشرين بظهور حركات الحقوق المدنية وعولمة الاقتصاد، وقرب نهاية الحرب الباردة قلل من أهمية القومية الأميركية. كان هنتغتون معارضا لنظام الكوتا أو المحاصصة في الوظائف والقبول في الجامعات لمجرد أن أحدهم ينتمي لأقلية إثنية، لإن التشريعات الأميركية تنص على التوظيف بناءً على الكفاءة والقدرات وليس العرق أو الدين. كما ركز في جزء من كبير من كتابه على الهجرة اللاتينية والمكسيكية تحديداً وأثرها على الولايات المتحدة، يقول هنتغتون أن المهاجرين السابقين والقادمين من خلفيات غير أنجلو سكسونية كانوا يتعلمون اللغة الإنجليزية، تغير هذا مع تشريعات الحقوق المدنية في الستينات التي منعت التمييز بناءً على الأصل القومي، إذ فُسِرَ هذا القانون بأنه يجيز لمن لا يجيد الحديث بالإنجليزية أن يصوت في الانتخابات، وتم تعديل قوانين لمساعدة أبناء المهاجرين الذين لا يتحدثون الإنجليزية ليتقدموا في النظام التعليمي الأميركي، يجادل هنتغتون بأن هذه سياسات عرقلت اندماج المهاجرين في المجتمع الأميركي وزادتهم ارتباطا بثقافاتهم الأصلية وتحولت إلى أداة لابراز الفخر القومي لهم.
كما تحدث هنتغتون عن «أسبنة» (من إسبانيا) مناطق في الولايات المتحدة وبالذات في المناطق الجنوبية الغربية، بسبب الهجرة من المكسيك، لإن معدلاتها أعلى بكثير من هجرة الألمان والآيرلنديين عبر التاريخ الأميركي. المكسيكيون يختلفون عن الألمان والآيرلنديين وغيرهم، لإنهم يشددون على أبنائهم المولودين في الولايات المتحدة الحديث بالإسبانية. ويشدد على الإرث الكاثوليكي لهم وخلافه مع الثقافة الأنجلو بروتستانتية، حيث الثقافة الهسبانية الكاثوليكية تتميز بـ«عدم الثقة بالناس خارج الأسرة؛ عدم المبادرة والاعتماد على الذات، يجعلون أولوية منخفضة للتعليم، ويقبلون بالفقر كفضيلة ضرورية لدخول الجنة»، وفقا لهنتغتون. خلاصة الكتاب هي أن الولايات المتحدة وجدت على أسس التنوير والإصلاح البروتستانتي وعلى الأميركيين إستيعاب هذه الحقيقة التي تميزها عن باقي دول العالم، وعلى المهاجرين الحديث بالإنجليزية وتعريف أنفسهم وفق هذه الثقافة لأميركية عوضاً عن مواطنهم الأصلية.

### صراع الحضارات
في عام 1993، أثار هنتغتون جدلاً كبيراً في أوساط منظري السياسة الدولية بكتابته مقالة بعنوان صراع الحضارات في مجلة فورين آفيرز، وهي كانت رداً مباشراً على أطروحة تلميذه فرانسيس فوكوياما المعنونة نهاية التاريخ والإنسان الأخير. جادل فرانسيس فوكوياما في نهاية التاريخ والإنسان الأخير بأنه وبنهاية الحرب الباردة، ستكون الديمقراطية الليبرالية الشكل الغالب على الأنظمة حول العالم. هنتغتون من جانبه اعتبرها نظرة قاصرة، وجادل بأن صراعات مابعد الحرب الباردة لن تكون بين الدول القومية واختلافاتها السياسية والاقتصادية، بل ستكون الاختلافات الثقافية المحرك الرئيسي للنزاعات بين البشر في السنين القادمة. توسع هنتغتون في مقالته وألف كتاباً بعنوان صراع الحضارات وإعادة تشكيل النظام العالمي جادل فيه بأنه وخلال الحرب الباردة، كان النزاع آيديولوجياً بين الرأسمالية والشيوعية ولكن النزاع القادم سيتخذ شكلاً مختلفاً ويكون بين حضارات محتملة وهي :
- الحضارة الغربية
- الحضارة اللاتينية
- الحضارة اليابانية
- الحضارة الصينية
- الحضارة الهندية
- الحضارة الإسلامية (كل الدول ذات الأغلبية المسلمة)
- الحضارة الأرثوذكسية
- الحضارة الأفريقية
- الحضارة البوذية

هذه المنظمة الثقافية تناقض مفهوم الدولة القومية في العالم المعاصر. لفهم الصراع الحالي والمستقبلي، يجادل هنتغتون بأن الصدوع الثقافية وليس الآيديولوجية أو القومية يجب أن تُقبل نظرياً باعتبارها بؤرة الحروب القادمة. يجادل هنتغتون بأن الاختلافات أو الخصائص الثقافية لا يمكن تغييرها كالانتماءات الآيديولوجية، فبإمكان المرء أن يغير إتنمائه من شيوعي إلى ليبرالي ولكن لا يمكن للروسي مثلاً أن يصبح فارسياً. ففي الصراعات الآيديولوجية، يمكن للناس أن يختاروا الجانب الذي يؤيدونه، وهو ما لا يحدث في الصراع الثقافي أو الحضاري، ونفس المنطق ينطبق على الدين، فبامكان المرء أن يحمل جنسيتين فرنسية وجزائرية مثلاً، ولكنه لا يمكن أن يكون مسلماً وكاثوليكيا في آن واحد.
كما يجادل بأن العوامل الثقافية تساعد في بناء تكتلات اقتصادية متماسكة مثل حالة النمور الآسيوية وتقاربها مع الصين وربما انضمام اليابان إليهم برغم انتمائها لحضارة مميزة بحد ذاتها، وهو ما سيؤدي لنمو الهويات الإثنية والثقافية للحضارات وتغلبها على الاختلافات الآيديولوجية.
في كتابه، ركز هنتغتون على الإسلام وقال بأن «حدوده دموية وكذا مناطقه الداخلية»، مشيراً لصراعات المسلمين مع الأديان الأخرى مثل الصراع في السودان وجنوبه، بين الهند وباكستان والصراعات داخل الهند نفسها بين المسلمين والهندوس وتسائل هنتغتون ما إذا كانت الهند ستبقى دولة ديمقراطية علمانية أو تتحول إلى دولة هندوسية على صعيد سياسي، ومشاكل الهجرة في أوروبا وتنامي العنصرية في ألمانيا وإيطاليا ضد المهاجرين من شمال أفريقيا وتركيا، مشاكل المسلمين التركمان في الصين، صراعات المسلمين الآزيريين مع الأرمن، صراعات المسلمين في آسيا الوسطى مع الروس، صراعات المسلمين الأتراك في بلغاريا، ولكنه حدد الصراع بأنه بين «العالم المسيحي» بقيمه العلمانية من جهة، و«العالم الإسلامي» من جهة أخرى.
أستشهد هنتغتون بالغزو العراقي للكويت عام 1990، فشعبية صدام حسين كانت مرتفعة في أوساط الشعوب العربية والإسلامية برغم أن معظم الأنظمة العربية لم تؤيد موقفه وانضمت لتحالف دولي بقيادة الولايات المتحدة لتحرير الكويت. جماعات الإسلام السياسي عن بكرة أبيها كانت تعارض التحالف الدولي، واستعمل صدام حسين خطاباً شعبوياً صور فيه الحرب بأنها حرب بين حضارات، والجماعات الإسلامية نفت أنه «تحالف دولي ضد العراق» بل «تحالف غربي ضد الإسلام». حتى الملك الحسين بن طلال، والأردن دولة محسوبة على «محور الاعتدال» المتصالح مع الغرب، قال بأنها ليست حرباً على العراق بل «حرب ضد كل العرب والمسلمين».
وضرب مثالاً آخر بالنزاع بين أرمينيا وأذربيجان، فتركيا وجدت نفسها مضطرة لدعم الآذريين بعد أن ألزمت نفسها رسميا بالحياد، الرئيس التركي حينها عام 1992، توركوت أوزال، قال بأن الصحف التركية كانت تمتلئ بصور المجازر وتزايد الضغط الشعبي على السياسيين لتذكير أرمينيا بأن تركيا لا تزال موجودة للدفاع عن الآذريين الذين يشتركون إثنيا مع الأتراك. في هذه الأزمة، الإتحاد السوفييتي الشيوعي «الملحد»، كان مؤيداً لأذربيجان سابقاً ولكن فور انهياره، وجد الروس أنفسهم مضطرين لمساعدة الأرمن الأرثوذكس مثلهم.
المثال الثالث، متعلق بالنزاع في يوغوسلافيا السابقة، حيث أظهر الغرب دعمه للبوسنة لما تعرضوا له من مجازر تطهيرية على يد الصرب دون أي إجراءات عملية تمنع وقوع المجازر ولكن الدول الأوروبية لم تظهر نفس الموقف إتجاه مجازر الكروات بحق الأقلية المسلمة. وبذلت ألمانيا جهوداً إستثنائية لإقناع الدول الأوروبية بالاعتراف بكرواتيا وسلوفينيا، وهما دولتنان بأغلبية كاثوليكية ولكنها اتخذت موفقا وسطاً إتجاه الصرب الأرثوذكس، ووجدت روسيا نفسها أمام ضغط شعبي متصاعد لعدم تدخلها لدعم الصرب، وبحلول عام 1993، كان مئات من المقاتلين الروس يقاتلون في صربيا. على الصعيد المقابل، قامت إيران بتسليح وتدريب من ثلاثة إلى أربعة آلاف مقاتل لمساعدة البوسنة ووجدت السعودية نفسها تحت ضغط متصاعد من جماعات أصولية بداخلها لتحديد موقف واضح مما يجري في ذلك البلد.
يحدد صامويل هنتغتون عدة سيناريوهات لعلاقة الغرب أو «الحضارة الغربية» ويقصد الولايات المتحدة وكندا والإتحاد الأوروبي، وإلى حد ما اليابان، مع «الآخرين». إذ يقول هنتغتون بأن الغرب لا يواجه تحديا اقتصاديا من أحد، وقرارات الأمم المتحدة وصندوق النقد الدولي تعكس بطريقة أو بأخرى مصالح الولايات المتحدة والإتحاد الأوروبي وإن جائت متنكرة باسم «المجتمع الدولي» بغرض إضفاء الشرعية على قرارت تصب في مصلحة الولايات المتحدة بالدرجة الأولى. إذ تستعمل الدول الغربية مزيجا من القوة العسكرية والمؤسسات الدولية والترويج لقيم الديمقراطية والليبرالية لحماية مصالحها وضمان هيمنتها على إدارة العالم. يعقب هنتغتون بالقول أن هذه هي نظرة غير الغربيين على الأقل وفيها جانب كبير من الحقيقة.
يقول هنتغتون بأن النضال والسعي العسكري والاقتصادي للقوة هو ما سيحدد شكل الصراع بين الغرب والحضارات الأخرى مهما حاول الغرب أن يقول أن قيم الديمقراطية وحقوق الإنسان والحرية والعلمانية والدستور هي قيم عالمية تستفيد منها البشرية جمعاء، فوفقاً لهنتغتون، صحيح أن جوانب من الحضارة الغربية وجدت طريقها في حضارات أخرى ولكن قيم الديمقراطية وسيادة القانون والسوق الحر قد لا تبدو منطقية في عقلية المسلمين أو الأرثوذكس وسيؤدي لردود فعل سلبية. وفقا لهنتغتون، الديمقراطية والتعليم يؤدون لعملية «تأصيل» المجتمعات وعودتها لـ«جذورها»، تحضر المجتمعات يؤدي لتبنيها قيما غربية سطحية ولكن شرب كوكا كولا لا يجعل الروسي أميركيا، ولا أكل السوشي سيجعل من الأميركي يابانيا، فانتشار السلع الاستهلاكية الغربية ليس مؤشرا على انتشار الثقافة الغربية.
حدد هنتغتون سيناريوهات للصراع بين الغرب ومن سماهم بالـ«آخرين»:
- أن تحاول تلك الدول عزل نفسها وحماية مجتمعاتها من «الفساد الغربي» وربما الانعزال عن ساحة السياسة الدولية، ولكن ثمن ذلك باهظ ودول قليلة لديها المقدرة على الشروع في خطة كهذه.
- السيناريو الثاني أن تعمل تلك الدولة محالفة الغرب و«تغريب» مجتمعاتها مثل تركيا.
- السيناريو الثالث هو أن تتحالف تلك الدول أو الحضارات مع حضارات غير غربية أخرى وتسعى لتشكيل قوة اقتصادية أو عسكرية معها بغرض تحقيق التوازن أمام الدول الغربية.

يختم هنتغتون بالقول أنه لا يقترح اختفاء الدول القومية، أو بروز هذه الحضارات ككتل سياسية واضحة وموحدة، ولا يقترح أن الاقتتال الداخلي سينتهي، ولكنه يقول أن «الضمير الحضاري» أمر واقعي وحقيقي ويتزايد منذ انهيار الإتحاد السوفييتي، نخب مثقفة في دول غير غربية ستعمل على تقارب بلدانها مع الغرب ولكنها ستواجه بعراقيل كثيرة، الصراع القادم سيكون بين «الغرب والآخرين» والمستقبل القريب يشير إلى صراع بين الغرب والدول ذات الأغلبية المسلمة، وعلى الغرب أن يقوي جبهته الداخلية بزيادة التحالف والتعاون بين الولايات المتحدة والإتحاد الأوروبي ومحاولة ضم أميركا اللاتينية القريبة جدا من الغرب، وكذلك اليابان.

## وصلات خارجية
- صامويل هنتنجتون على موقع الموسوعة البريطانية (الإنجليزية)
- صامويل هنتنجتون على موقع مونزينجر (الألمانية)
- صامويل هنتنجتون على موقع إن إن دي بي (الإنجليزية)
- الصفحة الشخصية لهنتنجتون في موقع جامعة هارفارد
- Articles By Samuel Huntington
- The Slow suicide of the West,-- خورخي ماجفود